# (5030) Gyldenkerne
(5030) Gyldenkerne est un astéroïde de la ceinture principale.

## Description
(5030) Gyldenkerne est un astéroïde de la ceinture principale. Il fut découvert le 3 novembre 1988 à Brorfelde par Poul Jensen. Il présente une orbite caractérisée par un demi-grand axe de 2,26 UA, une excentricité de 0,09 et une inclinaison de 8,9° par rapport à l'écliptique.

## Compléments